# Robert Lucas Pearsall
Robert Lucas Pearsall (Clifton, Bristol, 14 de març de 1795 - castell de Wartensee, prop de Rorschach, Suïssa, 5 d'agost de 1865) fou un compositor anglès. Residí successivament a Magúncia, Karlsruhe, Londres, etc., havent cultivat la música com aficionat. A més de compondre algunes obres, com cors, madrigals i un Katholisches Gesangbuch (1863, se li deuen: un tractat, escrit en alemany, sobre els madrigalistes anglesos, i un altre sobre les quintes i les octaves paral·leles, que publicà a Londres amb el títol An assay on consecutive fifths and octaves in conterpoint.